# Arie Zuidersma
Arie Zuidersma (Emmer-Erfscheidenveen, 6 januari 1925 – Zuidlaren, 4 april 2014) was een Nederlands kunstenaar.

## Levensloop
Arend (Arie) Zuidersma begon met tekenen en schilderen na de Tweede Wereldoorlog. Zijn vader (Sieger Zuidersma 1898 - 1986) zag hem graag als opvolger om op zijn verzekeringskantoor te gaan werken. Maar kantoorwerk was niet geschikt voor Arie, hij werd in 1947 overspannen, is een tijdje opgenomen geweest en is behandeld met electro-shocks, ook wel Elektroconvulsietherapie (ECT) genoemd. Na zo’n behandeling kon hij de hele wereld weer aan, vertelde hij later, maar het was maar een tijdelijk gevoel van euforie. Na een tijdje kon hij weer naar huis Maar terug naar kantoor was geen optie, zijn passie lag in de kunst en hij ging zich daar steeds meer op toeleggen. Hij heeft 1 jaar les gehad op de Academie Minerva te Groningen van o.a. Evert Musch. Na dat jaar had hij het wel gezien, en heeft hij het schilderen zichzelf eigen gemaakt.
In 1954 leerde hij Marten Klompien kennen, eveneens een kunstschilder in Groningen, met wie hij van de gemeente Groningen de opdracht kreeg om de plekken te schilderen die in de toekomst zouden verdwijnen of veranderen. 
Zo ontstond een vriendschap voor het leven; ze waren vaak samen te zien langs de wegkant, zowel in als buiten de stad, achter hun schildersezel.

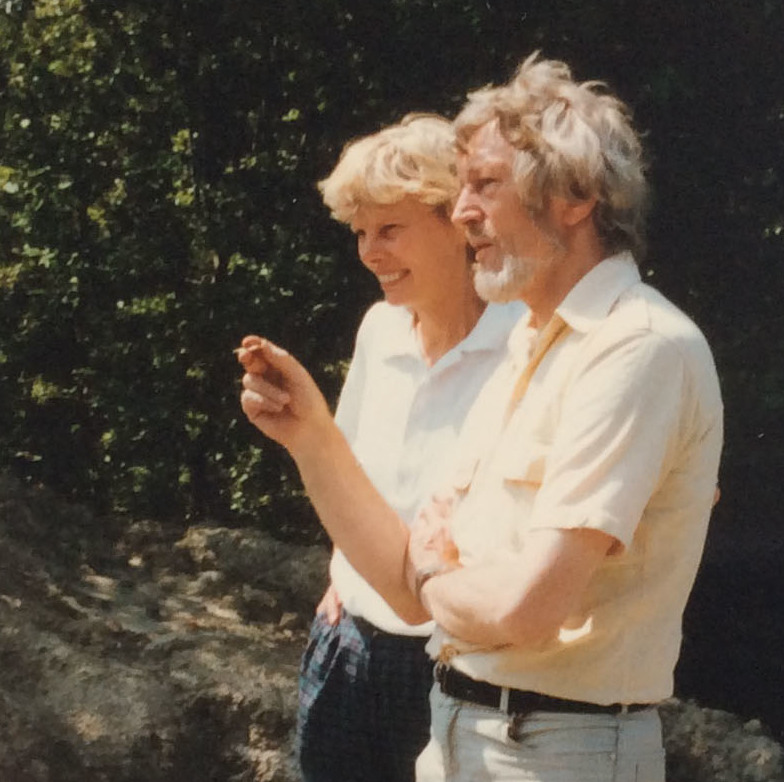
Arie Zuidersma met Aukje Niemeijer-Boerema

Arie's eerste solo-expositie was in 1959 bij Galerie De Mangelgang te Groningen, waar hij min of meer werd ontdekt door Johan Dijkstra en Hendrik de Vries, schilders van het schilderscollectief De Ploeg. Johan Dijkstra schreef een prachtige recensie in het Nieuwsblad van het Noorden.
Daardoor mocht hij mee-exposeren met de leden van De Ploeg, de groep waar hij later, eind jaren zestig, lid van werd. In 1978 zegde hij het lidmaatschap op vanwege onenigheid over het reilen en zeilen van het collectief: hij was boos omdat sommige leden ieder jaar weer bijna hetzelfde werk bleven exposeren, daarbij kwam dat hij een strengere toelating voor het collectief eiste.
In diezelfde periode was hij ook lid van de Nederlandse Kunstkring.
In de jaren zestig begon hij te experimenteren met acrylverf. De snelle droging van de verf trok hem aan, zeker voor het buiten schilderen. Hij bracht diverse kleuren en merken op kartonnen borden aan waarvan er een voor het raam in de zon kwam te hangen en de andere in een donkere kast. Zo kon hij na een half jaar zien of de kleuren waren verkleurd of niet. Eind jaren zestig en daarna schilderde hij alleen nog maar met acrylverf.
Zijn kleuren werden naarmate hij ouder werd steeds feller, vooral het oranje en paars werd zijn handelsmerk. In de jaren zeventig begon hij surrealistisch-expressionistisch te werken. Later, in de jaren tachtig, werkte hij voornamelijk abstract, met als inspiratiebron de Italiaanse schilder Afro. Toen hij de tachtig was gepasseerd, keerde hij weer terug naar het figuratieve, vooral de Groningse en Drentse boerderijen en landschappen waren zijn favoriete onderwerp.
Naast het schilderen maakte hij, vooral in de jaren zestig, veel linosnedes. Die werden in de jaren zeventig opgevolgd door emailleerkunst. Verder maakte hij incidenteel litho's en etsen.
Buiten zijn werkzaamheden als beeldend kunstenaar speelde Zuidersma, om wat bij te verdienen, in de jaren vijftig en begin zestig toneel bij toneelgezelschap Dick van Peursen, waarvoor hij ook veel decors maakte. Anekdotes hierover zijn opgeschreven door Jean-Paul Franssens in zijn roman De wereld wil bedrogen worden. 
Zuidersma maakte graag poppen, zowel marionetten als poppenkastpoppen, waar hij graag mee optrad voor zowel kinderen als volwassenen. Het toneel bleef zijn hele leven trekken: hij trad nog vaak op met diverse cabareteske optredens en zong daarbij graag liedjes van Koos Speenhof. Niet alleen had hij zichzelf het schilderen aangeleerd, maar ook het bespelen van diverse muziekinstrumenten, zoals accordeon, piano, gitaar en viool.
Zuidersma was vanaf 1951 getrouwd met Sietske (Sitha) Oostmeijer (1925-2013), met wie hij een zoon, Sieger (1952), had. Hij woonde en werkte in Groningen, en vanaf 1992 in Zuidlaren.
- International Standard Name Identifier: 0000 0003 8773 4463
- Library of Congress Control Number: nb2014005035
- Nederlandse Thesaurus van Auteursnamen: 197461077
- RKD-Nederlands Instituut voor Kunstgeschiedenis: 86614
- Union List of Artist Names: 500183362
- Virtual International Authority File: 280740849
- WorldCat: E39PBJwdcmRwKcHCxTvGBTXWXd